# 傑緬卡-納德尼斯特良西卡
49°25′53″N 24°4′50″E / 49.43139°N 24.08056°E
傑緬卡-納德尼斯特良西卡（烏克蘭語：Дем'янка-Наддністрянська），是烏克蘭西部的村莊，隸屬利維夫州的斯特雷區。該村面積1.3平方公里，海拔高度249米，每年平均降雨量約1,000毫米，2022年人口200。